# Strobilocapsus annulatus
Strobilocapsus annulatus är en insektsart som beskrevs av Bliven 1956. Strobilocapsus annulatus ingår i släktet Strobilocapsus och familjen ängsskinnbaggar. Inga underarter finns listade i Catalogue of Life.